# Ta-sing

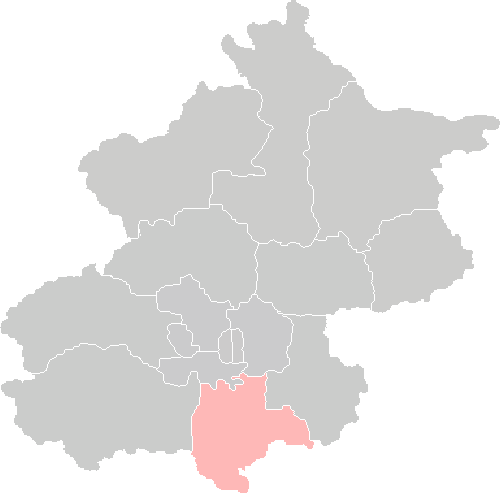
Poloha Ta-singu na mapě Pekingu

Obvod Ta-sing (čínsky v českém přepisu Ta-sing čchü, pchin-jinem Dàxīng Qū, znaky zjednodušené 大兴区, tradiční 大興區) je jeden z městských obvodů Pekingu, hlavního města Čínské lidové republiky. Leží jižně od historického centra tvořeného obvody Tung-čcheng a Si-čcheng, má rozlohu 1012 čtverečních kilometrů a v roce 2000 v něm žilo 671 444 obyvatel.
Částečně na území Ta-singu a částečně na území městské prefektury Lang-fang v provincii Che-pej je budováno nové mezinárodní letiště Peking Ta-sing, které by mělo být otevřeno v roce 2019.